# Colm Tóibín
Colm Tóibín (Enniscorthy, no Condado de Wexford, na Irlanda, 1955) é um escritor premiado, jornalista e crítico literário irlandês.

## Biografia
Filho de um professor e de uma bibliotecária. Tóibín fez a sua educação liceal como aluno interno do St Peter's College, entre 1970 e 1972, após a morte do seu pai com um aneurisma cerebral. Prosseguiu os seus estudos na University College Dublin, tendo-se licenciado em 1975, após o que partiu imediatamente para Barcelona. A sua primeira novela, The South (em inglês), de (1990), inspirou-se parcialmente nos seus tempos passados na capital da Catalunha, tal como, mais directamente, o seu ensaio Homenagem a Barcelona, também de (1990).
Ao regressar à Irlanda, em 1978, iniciou os seus estudos com vista à obtenção do grau de Mestre, no entanto acabou por nunca entregar a sua tese e deixou a universidade, pelo menos em parte, para uma carreira como jornalista. Os primeiros anos da década de 1980 foram um período particularmente brilhante para o jornalismo irlandês e a época áurea da revista noticiosa mensal Magill (em inglês), de que Tóibín foi editor a partir de 1982 e até 1985.
The Heather Blazing (em inglês), de 1992, foi a sua segunda novela, seguida por The Story of the Night (em inglês), em 1996 e The Blackwater Lightship (em inglês), em 1999. Em 2004 Tóibín publicou O Mestre, um retrato ficcional da vida do escritor Henry James, que foi nomeada para o prestigiado Booker Prize. 
Tóibín continuou sempre a trabalhar como jornalista, tanto na Irlanda como no estrangeiro, tendo também alcançado prestígio como crítico literário, ao editar ou escrever obras como The Penguin Book of Irish Fiction (1999) e The Modern Library: The 200 Best Novels in English since 1950 (1999) com Carmen Callil, bem como o famoso ensaio Love in A Dark Time: Gay lives from Wilde to Almodóvar em 2002.
O seu livro, Brooklyn, foi adaptado a filme em 2015, realizado por Nick Hornby e com o papel principal de Saoirse Ronan. É o romance com maior sucesso comercial de Tóibín.

## Obras
- A história da noite;
- O navio-farol de Blackwater;
- O mestre: romance;
- Brooklyn (2009);
- Mães e filhos
- Homenagem a Barcelona (1990)
- The Empty Family (2010)
- The Testament of Mary (2012)
- Nora Webster, Scribner (2014)
- The House of Names (2017).

## Prémios
- The Blackwater Lightship (em inglês) foi nomeado em 1999 para o Booker Prize e em 2001 para o International IMPAC Dublin Literary Award.
- O Mestre ganhou em 2006 o International IMPAC Dublin Literary Award; foi nomeado em 2004 para o Booker Prize; ganhou também em 2004 o prémio Los Angeles Times Novel of the Year e o Stonewall Book Award, tendo ainda sido classificado pelo The New York Times como um dos 10 mais notáveis livros de 2004.